# Tintores
Tintores (llamada oficialmente Santa Cristina de Tintores) es una parroquia y un lugar del municipio español de Verín, en la provincia de Orense, Galicia.

## Organización territorial
La parroquia está formada por dos entidades de población:
- Tintores
- Vilela

## Demografía

### Parroquia
| Gráfica de evolución demográfica de Tintores (parroquia) entre 2000 y 2023 |
|                                                                            |
| Datos según el nomenclátor publicado por el INE.                           |

### Lugar
| Gráfica de evolución demográfica de Tintores (lugar) entre 2000 y 2023 |
|                                                                        |
| Datos según el nomenclátor publicado por el INE.                       |